# Manipulador telegráfico

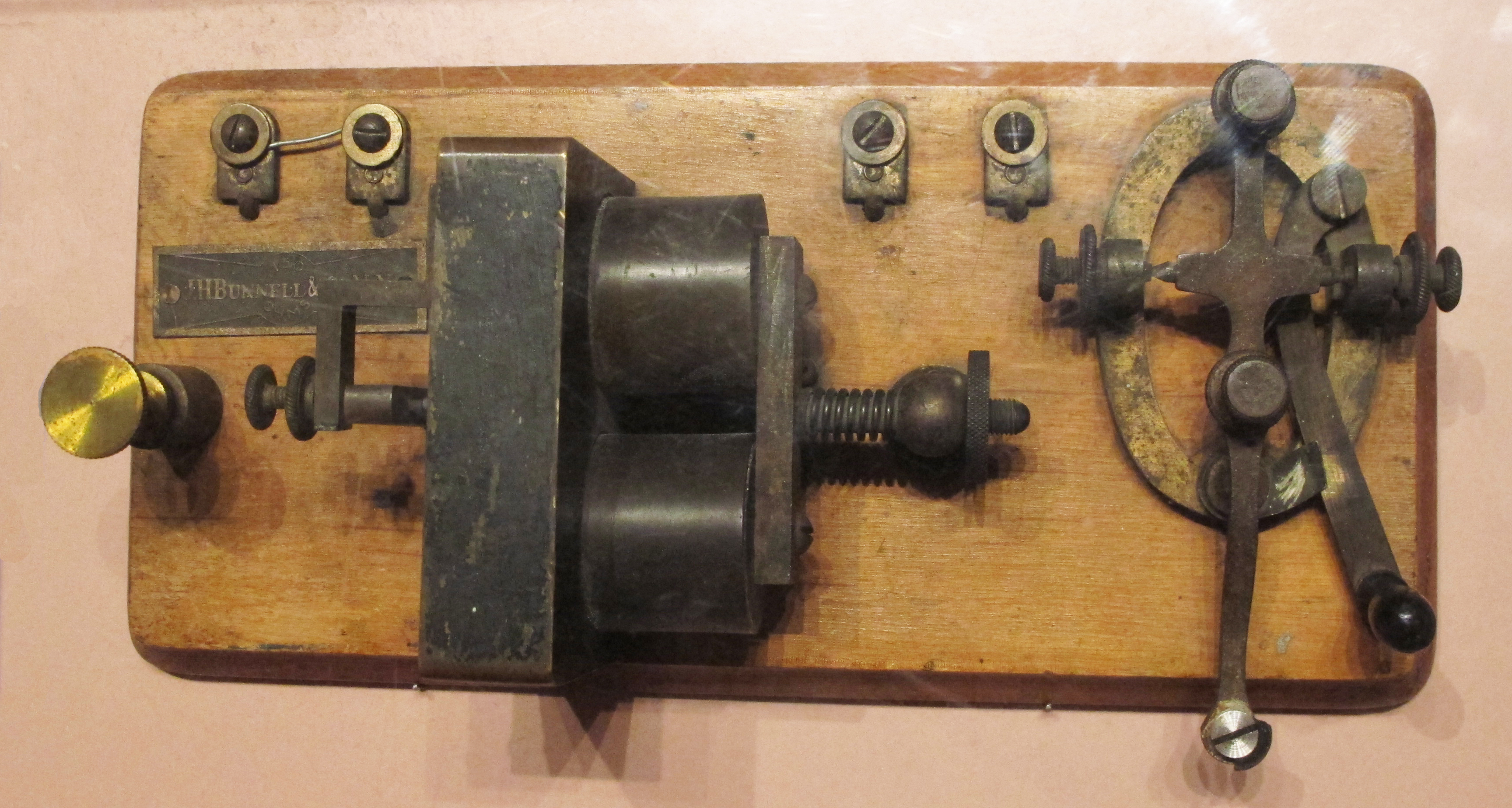
Llave telegráfica (le falta la perilla) y relay (receptor) marca Wright Brothers ambos en una misma base, a esta disposición se le llama KOB (Key on Board)

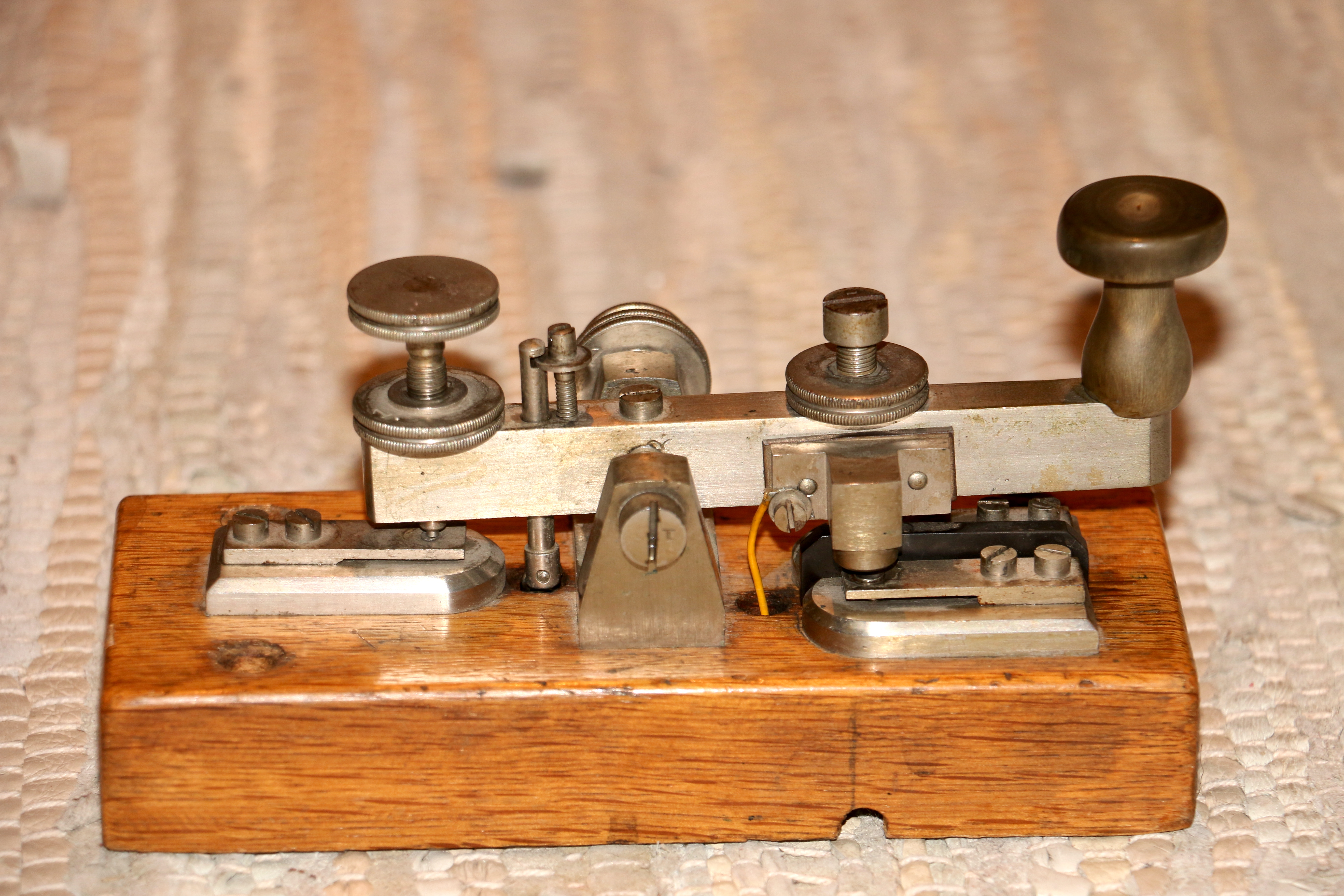
Una llave telegráfica del constructor G. Hasler, Bern (1900)

Un manipulador telegráfico o también conocido como Llave telegráfica es un interruptor eléctrico especial que es utilizado para transmitir mensajes en código morse en un sistema de telegrafía, tanto alámbrico (Landline) como inalámbrico (Wireless).
El operador que utiliza el manipulador o llave telegráfica como interruptor en un sistema eléctrico enviando en forma de pulsos de corta duración llamados puntos (llamados dit por su sonido corto) y de larga duración llamados rayas (daaa por su sonido largo) y silencios en medio de estos dos tipos de pulsos de esta forma puede enviar deforma deletreada letras y signos gramaticales para formar palabras.

## Tipos
Desde su invención el diseño de la llave telegráfica ha ido desarrollando en una gran cantidad de tipos que cumplen con distintas necesidades de comunicación.

### Manipuladores rectos
O llaves telegráficas rectas es el tipo más antiguo y más reconocido por las personas no dedicadas a este campo técnico, aparecen regularmente en multitud de series televisivas y películas. Consiste comúnmente en un metal recto con un pivote central en cuyo extremo tiene una perilla aislante y en el otro extremo dos contactos eléctricos. El operador utiliza su dedo pulgar e índice para sujetar y presionar la perilla para lograr que los contactos se unan y así cerrar el circuito eléctrico. 
La tensión del pivote puede regularse con resortes y tornillos según el gusto del operador.
El uso por prolongados periodos de tiempo hace que los operadores sufran lesiones de muñeca llamados coloquialmente "brazo de vidrio" o "parálisis telegráfico" por lo que constructores idearon nuevas formas de llave telegráficas que permitieran evitar este problema físico y mejorar la velocidad.
Las velocidades en este tipo de manipulador telegráfico van de 5 hasta 25 palabras por minuto en el caso de operadores experimentados.

### Otros diseños
Buscando mejorar las velocidades y reducir las lesiones de los operadores, los fabricantes de llaves telegráficas cambiaron el diseño básico de las llaves telegráficas rectas que se movían de arriba abajo para hacerlas de costado, es decir de lado a lado, de esta forma los músculos involucrados para la manipulación de la llave telegráfica no sufrían lesiones por su extenso uso y además se mejoraba la velocidad al tener de un lado los puntos (dits) y del otro las rayas (daaa).
Al comienzo del siglo 20 se introdujeron diseños de llaves telegráficas que utilizaban circuitos electrónicos a estas se les llamó "Keyers" en diferentes modelos: Palas sencillas (conocidas como sideswipers), Paleta doble (o iambic). Estos keyers no utilizan artilugios mecánicos para ajustar su tensión o velocidad de manipulación, todo se realiza a través de variaciones de corrientes eléctricas utilizando para ello potenciómetros, transistores o circuitos integrados.

#### Sideswipers
A diferencia de los manipuladores o llaves telegráficas rectas que funcionaban moviendo de arriba abajo la barra central, en los sideswiper se mueve a lado derecho y lado izquierdo, su mecanismo de pivote hace que la barra siempre quede en el centro.
Si el operador desea hacer un punto (dit) desplaza la barra hacia un lado, para una raya (daaa) mueve la barra hacia el otro lado manteniendo el contacto por mayor tiempo. En ambos casos al soltar la barra ésta regresa a su posición central.

#### Llave Semi-automática

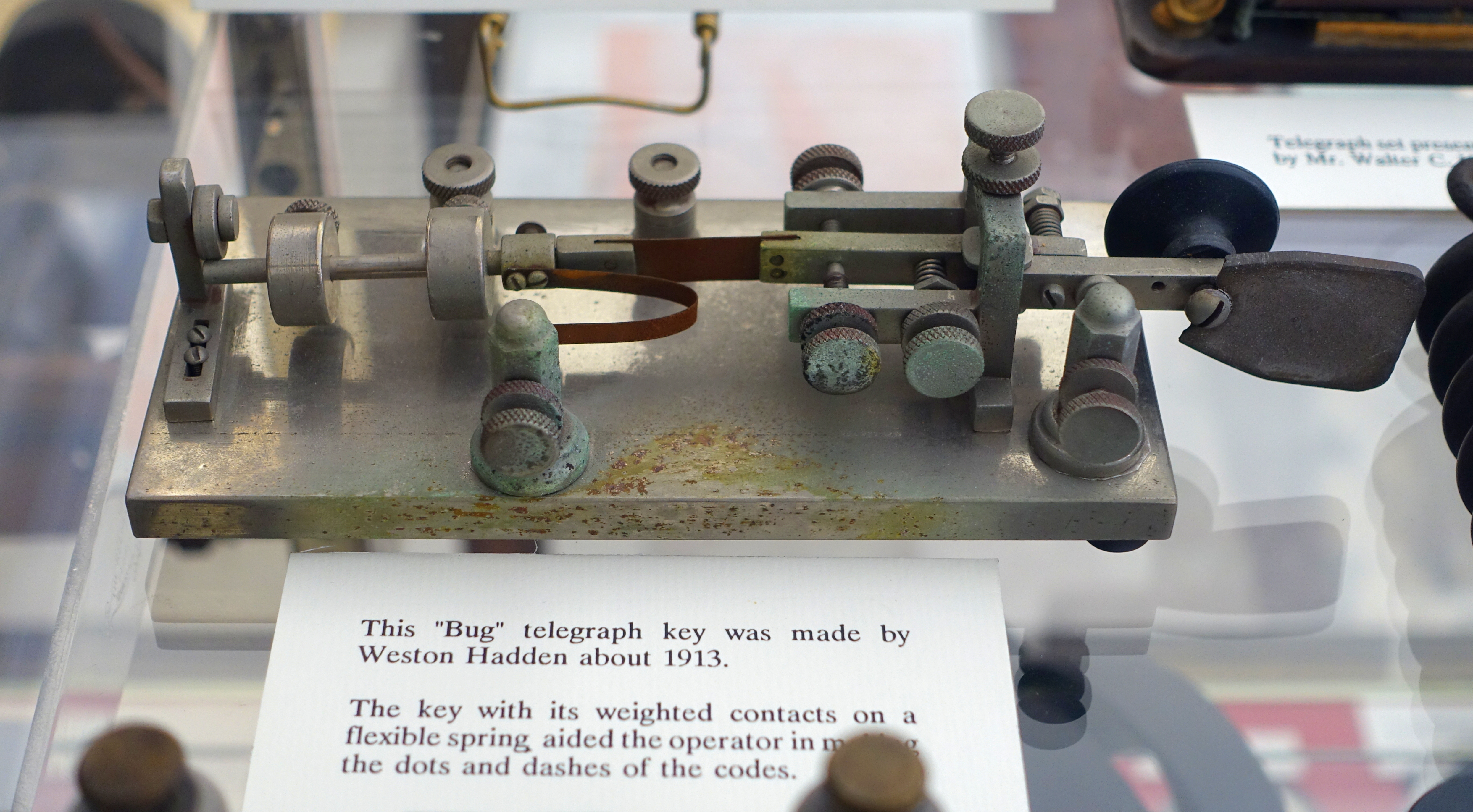
De las primeras llaves telegráficas semiautomáticas llamadas "BUG" inventado en 1913 por Weston Hadden}

De las primeras llaves telegráficas semiautomáticas fueron de la marcha Vibroplex y coloquialmente conocidas como "Bug", su sistema es una especie de mecanismo de relojería que con el impulso del pulgar del operador al mover la barra central hacia un lado (regularmente hacia la derecha) el mecanismo hace que vibre (como un péndulo) la barra central y realice por vibración y de forma automática una serie de puntos (dits) que se repiten según el tiempo que el operador mantenga presionado la barra o que se termine la energía cinética de ese impulso.
Se llama llave semiautomática porque solamente realiza con un solo impulso de la barra central una serie de pulsos (dits) que requiera el operador. Para realizar las rayas (daaa) el operador debe mover la barra central al otro lado y juntar el contacto por un tiempo suficiente para producir la raya (daaa) de forma manual.
Un operador con experiencia puede exceder la velocidad de 40 palabras por minuto transmitidas.
Al ser el mecanismo quién produce los puntos (o dits) la duración de los mismos es más regular mejorando con ello la decodificación por parte del corresponsal que recibe el mensaje.

### Llaves telegráficas electrónicas (keyers) y palas
Así como las llaves semiautomáticas, los operadores telegrafistas utilizan llaves telegráficas electrónicas que mueven de un lado la barra central, pero además las llaves electrónicas producen automáticamente una serie de rayas (dits) y puntos (daaa) con tan sólo tocar levemente de un lado a otro los contactos de las mismas.
Estas llaves telegráficas electrónicas tienen dos variantes: con una pala y con doble pala, esta última también se le conoce con el nombre de "iambic".
La mayoría de las llaves telegráficas electrónicas incluyen funciones para memorizar mensajes comunes que el operador repite constantemente durante una comunicación telegráfica, además permiten altas velocidades de transmisión de código morse.

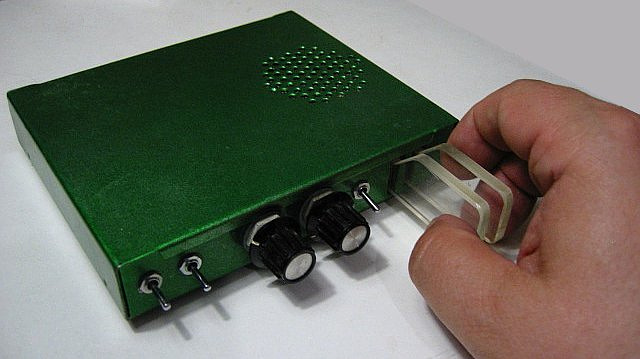
Llave telegráfica electrónica con doble paleta, construcción casera de 1972.

Las llaves de doble pala también conocidas "iambic requiere dos paletas ya que una produce los puntos (dits) y la otra produce las rayas (daaa). Si se presionan las dos al mismo tiempo produce alternadamente una secuencia de .-.-. La secuencia puede variar dependiendo cuál de las dos paletas se presionó primero.
Otra ventaja adicional de las llaves telegráficas electrónicas es que la velocidad se puede cambiar fácilmente utilizando controles de perilla o botones. Cosa que en las llaves semiautomáticas o "bug" se realiza de forma mecánica moviendo un peso a través del péndulo.

## Puño (fist) del operador
Con las llaves telegráficas rectas, sideswipers y las bug semiautomática el estilo y ritmo de los puntos y rayas dependen de la ejecución del operador, esto crea un patrón único para cada operador, considerando con esto que cada operador tiene su propio "puño y letra" para transmitir.
Usualmente los telegrafistas pueden llegar a identificar la persona que está transmitiendo con tan sólo escuchar el estilo y ritmo de los puntos y rayas que genera. Esta peculiaridad de la operación telegráfica fue muy significativa durante la primera y la Segunda Guerra Mundial, ya que se podría identificar a barcos y submarinos con tan sólo escuchar el "puño del telegrafísta" de dicha nave.
La característica del "Puño del operador" desaparece con las llaves telegráficas electrónicas ya que estas producen el código morse de forma uniforme y "perfecta" sin depender de la ejecución del operador.